# Xerophyta spekei
Xerophyta spekei är en enhjärtbladig växtart som beskrevs av John Gilbert Baker. Xerophyta spekei ingår i släktet Xerophyta och familjen Velloziaceae. Inga underarter finns listade.